# De Danske Sprængstoffabrikker
De Danske Sprængstoffabrikker A/S, senere Det Danske Sprængstofselskab A/S, var en dansk virksomhed, grundlagt 17. marts 1917, der fremstillede sprængstoffer og detonatorer. Virksomheden var tilknyttet Danisco A/S.
Ved grundlæggelsen sad følgende i bestyrelsen: Frederik greve Moltke, ingeniør K.W. Nielsen og ingeniør Ancher Boye.
Senere udvidedes produktionen til at omfatte celluloselak og startpatroner til dieselmotorer. Firmaet leverede bl.a. maling til DSB og privatbaneselskaberne.
I 1973 ophørte produktionen af sprængstoffer, og i 1977 blev produktionen af lakker stoppet og rettighederne solgt. Samtidigt skiftede firmaet navn til Det Danske Sprængstofselskab A/S, der i 1997 fusionerede med Dyno Nobel og blev til Dyno Nobel Danmark A/S og siden 2009 har været Orica Denmark A/S, idet det indgik i Orica Mining Services) 
Alf Cock-Clausen var firmaets arkitekt og tegnede fabrikken i Jyderup. I 1977 blev fabriksbygningerne ombygget til Jyderup erhvervsrettet grundskole med kollegie til 148 unge (startede 6. august 1978). Senere blev anlægget flygtningecenter, og siden 1. marts 1988 har den gamle fabrik været Statsfængslet i Jyderup.